# Adrian Scheidegger
Adrian Eugen Scheidegger (* 2. Mai 1925 in Basel; † 10. Dezember 2014 in Baden AG) war ein schweizerisch-österreichischer Geophysiker und Professor an der TU Wien.

## Leben
Er hat internationale Bekanntheit durch verschiedene Lehrbücher erlangt – von denen besonders seine Principles of Geodynamics (1963/1982) zu nennen sind – und gilt als bedeutendster Experte der Kluft-Tektonik. Seine Forschungen zur Morphologie alpiner Landschaften und zur Statistik und Dynamik regionaler Klüfte geben starke Hinweise, wie die Hauptachsen von geologischem Stress und Bewegungsrichtungen im Innern der Kontinentalblöcke liegen.
Wo die lokalen Kluftrichtungen und Richtungsänderungen etwa der Donau nicht mit den „europäischen“ Richtungen übereinstimmen, entsprechen sie oft älteren tektonischen Phasen, die sich derart lange nach ihrem Abklingen nachweisen lassen. Sie formen auch manche Details der heutigen Landschaft und hängen teilweise mit früheren Gebirgsbildungen und der regionalen Plattentektonik zusammen.
An seinem von der TU neugegründeten Institut für Geophysik – dessen erster Leiter er war – begann Scheidegger auch spezielle Untersuchungen an Hangrutschungen in mehreren hochalpinen Tälern der Ostalpen. In den 1970ern haben ihn solche Beobachtungen in den Alpen dazu veranlasst, erstmals die Geodynamik von Blaiken zu untersuchen.
Scheidegger war international bekannter Autor mehrerer Fachbücher und erhielt mehrere Ehrungen. Privat war er ein Opernliebhaber und begeisterter Bergsteiger, der viele Gebirge der Welt und ihre Tektonik aus eigener Anschauung kennt.

## Lehrbücher
- Theoretical geomorphology. Springer, 1970 und 1991.
- Principles of geodynamics. Springer, Berlin 1963.
- Systematic geomorphology. Springer, 1987.
- Morphotectonics. Springer, Berlin u. a. 2004, ISBN 3-540-20017-7 (englisch).

### Sonstiges (Auswahl)
- Geophysik heute. Gehalten am 22. Juni 1972 (= Antrittsvorlesungen der Technischen Hochschule in Wien 35, ZDB-ID 244460-4). Verlag der Technischen Hochschule Wien, Wien 1973.
- Tectonic Stresses in the Alpine-Mediterranean Region. Springer, Wien 1980, ISBN 3-7091-8588-2 (E-Book).
- Heilige Kühe : Chaos-Theorie der Human-Evolution. Lang, Frankfurt/Main 1997.